# حلحل (شبوة)
حلحل هي إحدى قرى الجمهورية اليمنية. تتبع جغرافيا لمحافظة شبوة و إداريًا لمديرية مرخة العليا. يبلغ تعداد سكانها 1183 نسمة حسب الإحصاء الذي جرى عام 2004.